# Сладаја
Сладаја је насеље у Србији у општини Деспотовац у Поморавском округу. Према попису из 2022. било је 576 становника.
Овде се налазе Запис стари орах код моста (Сладаја), Запис млади орах код моста (Сладаја), Запис Маринковића крушка (Сладаја) и Запис орах код школе (Сладаја).

## Порекло становништва
Подаци датирају из 1926. г.
Старо је село некада било на западу од данашњег, ближе Пањевцу, у Селишту. Данашње становништво чине досељеници, који су се по предању овамо доселили крајем XVIII века и почетком XIX века.
У селу су родови:
- Милетанци (6 к., Св. Петка); дошли око 1800. г. из Тимочке Крајине.
- Радивојевци (15 к., Св. Петка); такође из Тимочке Крајине (Милета и Радивоје била су браћа рођена.
- Радовањци (20 к., Св. Петка); дошли из Буковца од Стојковића, а старином су из Иванковца.
- Новаковићи (15 к., Св. Никола); дошли из "Ерског Краја" (ужичког или чачанског округа).
- Брђани (22 к., Св. Илија); дошли из Херцеговине или Црне Горе (и њих и Новаковиће зову "Ерама").
- Бугарчићи (3 к., Св. Ђорђе и Ђурђевдан); дошли из Планинца у Црној Реци.

## Демографија
У насељу Сладаја живи 607 пунолетних становника, а просечна старост становништва износи 41,2 година (41,5 код мушкараца и 40,9 код жена). У насељу има 195 домаћинстава, а просечан број чланова по домаћинству је 4,04.
Ово насеље је великим делом насељено Србима (према попису из 2002. године).
|  |

| Демографија | Демографија | Демографија |
| Година      | Становника  | Становника  |
| ----------- | ----------- | ----------- |
| 1948.       | 1.083       |             |
| 1953.       | 1.121       |             |
| 1961.       | 1.154       |             |
| 1971.       | 1.115       |             |
| 1981.       | 1.054       |             |
| 1991.       | 889         | 810         |
| 2002.       | 788         | 908         |

| Етнички састав према попису из 2002.‍ | Етнички састав према попису из 2002.‍ | Етнички састав према попису из 2002.‍ | Етнички састав према попису из 2002.‍ | Етнички састав према попису из 2002.‍ |
| ------------------------------------ | ------------------------------------ | ------------------------------------ | ------------------------------------ | ------------------------------------ |
|                                      |                                      |                                      |                                      |                                      |
| Срби                                 | Срби                                 |                                      | 787                                  | 99,87%                               |
| Власи                                | Власи                                |                                      | 1                                    | 0,12%                                |
| непознато                            | непознато                            |                                      | 0                                    | 0,0%                                 |

| Година пописа     | 1948. | 1953. | 1961. | 1971. | 1981. | 1991. | 2002. |
| ----------------- | ----- | ----- | ----- | ----- | ----- | ----- | ----- |
| Број домаћинстава | 171   | 181   | 222   | 241   | 234   | 198   | 195   |

| Број чланова      | 1  | 2  | 3  | 4  | 5  | 6  | 7  | 8 | 9 | 10 и више | Просек |
| ----------------- | -- | -- | -- | -- | -- | -- | -- | - | - | --------- | ------ |
| Број домаћинстава | 32 | 37 | 27 | 22 | 18 | 22 | 22 | 7 | 3 | 5         | 4,04   |

| Пол    | Укупно | Неожењен/Неудата | Ожењен/Удата | Удовац/Удовица | Разведен/Разведена | Непознато |
| ------ | ------ | ---------------- | ------------ | -------------- | ------------------ | --------- |
| Мушки  | 314    | 60               | 220          | 28             | 6                  | 0         |
| Женски | 317    | 46               | 218          | 51             | 2                  | 0         |
| УКУПНО | 631    | 106              | 438          | 79             | 8                  | 0         |

| Пол    | Укупно                    | Пољопривреда, лов и шумарство | Рибарство                            | Вађење руде и камена | Прерађивачка индустрија       |
| ------ | ------------------------- | ----------------------------- | ------------------------------------ | -------------------- | ----------------------------- |
| Мушки  | 195                       | 119                           | 0                                    | 61                   | 8                             |
| Женски | 88                        | 80                            | 0                                    | 2                    | 3                             |
| УКУПНО | 283                       | 199                           | 0                                    | 63                   | 11                            |
| Пол    | Производња и снабдевање   | Грађевинарство                | Трговина                             | Хотели и ресторани   | Саобраћај, складиштење и везе |
| Мушки  | 0                         | 1                             | 2                                    | 0                    | 3                             |
| Женски | 0                         | 0                             | 0                                    | 0                    | 0                             |
| УКУПНО | 0                         | 1                             | 2                                    | 0                    | 3                             |
| Пол    | Финансијско посредовање   | Некретнине                    | Државна управа и одбрана             | Образовање           | Здравствени и социјални рад   |
| Мушки  | 0                         | 0                             | 0                                    | 1                    | 0                             |
| Женски | 0                         | 0                             | 0                                    | 2                    | 1                             |
| УКУПНО | 0                         | 0                             | 0                                    | 3                    | 1                             |
| Пол    | Остале услужне активности | Приватна домаћинства          | Екстериторијалне организације и тела | Непознато            | Непознато                     |
| Мушки  | 0                         | 0                             | 0                                    | 0                    | 0                             |
| Женски | 0                         | 0                             | 0                                    | 0                    | 0                             |
| УКУПНО | 0                         | 0                             | 0                                    | 0                    | 0                             |